# Barbara Helbig (Handballspielerin)
Barbara Helbig (auch: Bärbel Helbig) ist eine ehemalige deutsche Handballspielerin. Sie wurde 1971 mit der DDR-Nationalmannschaft Weltmeisterin.

## Vereinskarriere
Barbara Helbig spielte beim SC Leipzig in der höchsten Spielklasse der Deutschen Demokratischen Republik, der Oberliga. Vier Jahre lang war sie Mannschaftskapitänin.
Mit dem Leipziger Verein gewann sie zwei Mal den Europapokal der Landesmeister (1965/1966, 1973/1974), stand im Finale des Europapokals der Landesmeister 1976/1977 und wurde mehrfach DDR-Meisterin (1967/1968, 1968/1969, 1969/1970).

## Nationalmannschaft
Für die DDR-Nationalmannschaft nahm sie an der Weltmeisterschaft 1971 in den Niederlanden teil und wurde mit dem Team Weltmeister, wobei sie in fünf Spielen zwei Treffer zum Erfolg beisteuerte.